# Wladimir Michailowitsch Kusnezow
Wladimir Michailowitsch Kusnezow (russisch Владимир Михайлович Кузнецов; * 13. Mai 1945 in Moskau) ist ein ehemaliger sowjetischer Radrennfahrer und Weltmeister im Radsport.

## Sportliche Laufbahn
Kusnezow war Bahnradsportler und bestritt auch Straßenradsport. Er begann als Kind mit dem Radsport in seiner Heimatstadt Moskau.
Bei den Bahnradsport-Weltmeisterschaften 1969 gewann der sowjetische Bahnvierer mit Stanislaw Moskwin, Wladimir Kusnezow, Wiktar Bykau und Sergei Kuskow die Goldmedaille in der Mannschaftsverfolgung. Im Endlauf gewann der Vierer gegen Italien.
Bei den Bahnradsport-Weltmeisterschaften 1970 kamen Stanislaw Moskwin, Wladimir Kusnezow, Wladimir Semenez und Wiktar Bykau in der Mannschaftsverfolgung auf den 3. Platz. 1971 wurde er bei den Weltmeisterschaften mit Bykau, Anatoli Stepanenko und Eduard Rapp Vierter.
Kusnezow war Teilnehmer der Olympischen Sommerspiele 1968 in Mexiko-Stadt. Dort kam der Bahnvierer mit Dzintars Lācis, Stanislaw Moskwin, Wladimir Kusnezow, Michail Koljuschew auf den 4. Rang. Bei den Spielen in München 1972 wurde der sowjetische Bahnvierer mit Wiktar Bykau, Wladimir Kusnezow, Anatoli Stepanenko und Aleksander Judin auf dem 5. Platz klassiert.
1968 wurde er Titelträger in der Mannschaftsverfolgung in der Sowjetunion. In der Einerverfolgung wurde er Vize-Meister hinter Moskwin. 1972 wurde Kusnezow Vize-Meister in der Mannschaftsverfolgung.
Auf der Straße gewann Kusnezow bei den Straßenradsport-Weltmeisterschaften 1978 mit Aavo Pikkuus, Uladsimir Kaminski und Algimantas Guzevičius die Silbermedaille im Mannschaftszeitfahren. Er holte 1980 einen Etappensieg in der Olympia’s Tour.

## Berufliches
Nach Abschluss seiner Sportkarriere arbeitete er als Radsporttrainer, unter anderem als Trainer der Leichtathletik-Nationalmannschaft der UdSSR bei den Olympischen Spielen 1976 in Montreal.